# Jüdisches Kriegerdenkmal (Fürth)

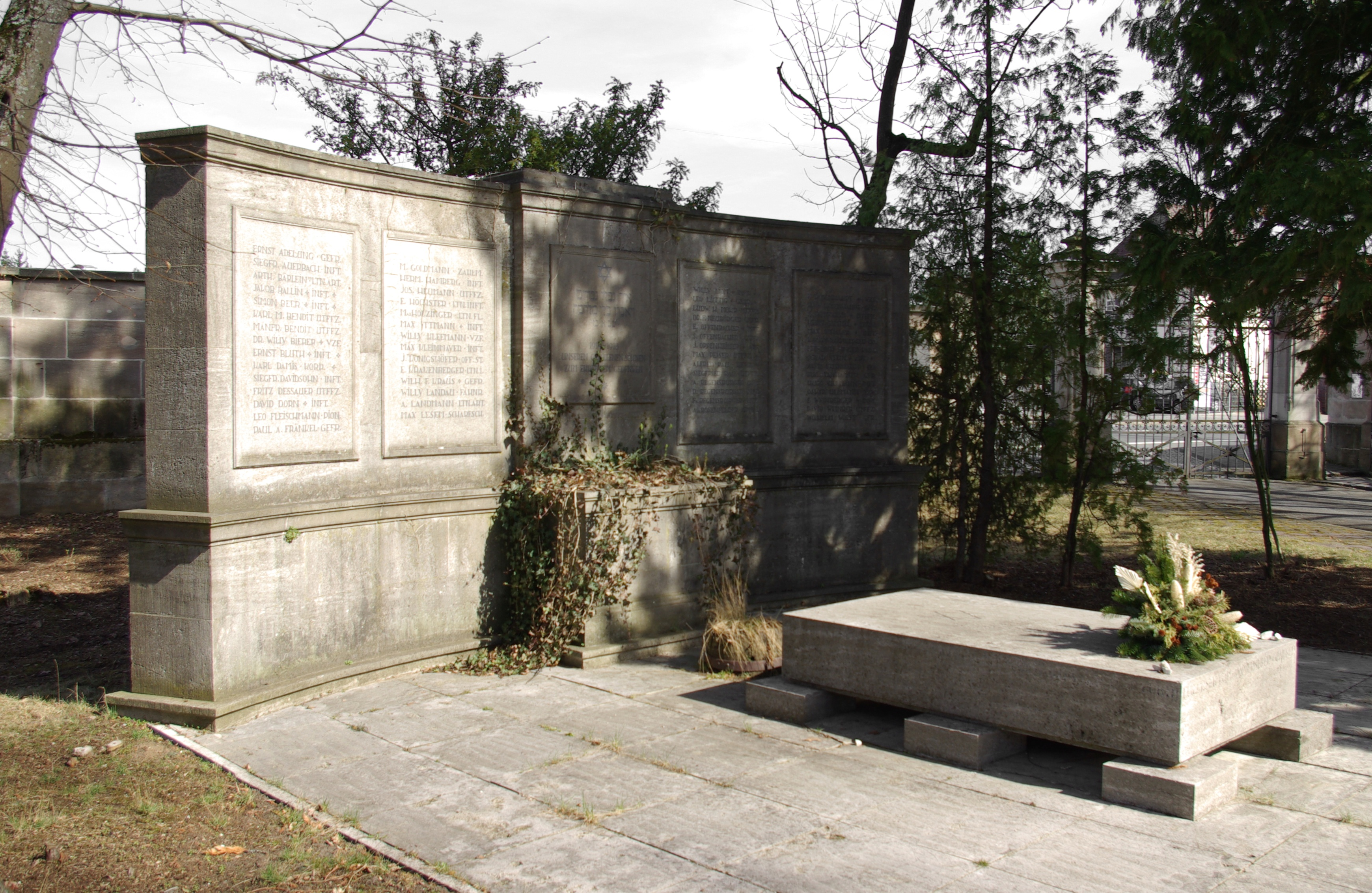
Jüdisches Kriegerdenkmal in Fürth

Das Jüdische Kriegerdenkmal in Fürth, einer Stadt in Bayern, wurde nach dem Ersten Weltkrieg errichtet. Das Kriegerdenkmal auf dem neuen jüdischen Friedhof in der Erlanger Straße ist als Teil des Friedhofs ein geschütztes Baudenkmal.
Das Kriegerdenkmal für die jüdischen Gefallenen des Ersten Weltkriegs zählt die Namen der Gefallenen auf.
Die vor der Denkmalwand liegende Platte, geschaffen 1949 von dem Bildhauer Max Seufert, erinnert an die jüdischen Opfer der Zeit des Nationalsozialismus.